# Фестивалбар
Фèстивалбар (на италиански: Festivalbar) е лятно певческо събитие, провеждaно всяка година от 1964 до 2007 г. главно в Италия. Популярността, на която винаги се е радвал фестивалът, и телевизионното пространство, което печели (което нараства непрекъснато), допринасят за превръщането на Фестивалбар в лятно събитие, което не може да се пропусне. Не рядко всъщност именно от неговата сцена са лансирани повечето от т. нар. „летни хитове“ в Италия и много новоизгряващи изпълнители намират подходящо място там, което е благодарение на въвеждането през последните години на специална награда за нови таланти, наречена Награда „Откритие“.
Изпълнителят, спечелил най-много фестивала, е Васко Роси с три издания.
Първоначално се излъчва от държавната телевизия Rai: канали Rai 2 (1967, 1982) и Rai 1 (1968-1981), а впоследствие – от частната на Finivest: канали Canale 5 (1983-1988) и Italia 1 (1989-2007). Има 44 издания.

## История

### Идея и затвърждаване
Фестивалбар е роден през 1964 г. по идея на телeвизионния продуцент Виторио Салвети. Измерването на предпочитанията на публиката става чрез оценките, открити от джукбоксите, разпръснати по кафенета и барове в цяла Италия (оттук и името на събитието): към всяко устройство е прикрепен „брояч“, който открива колко пъти е избрана дадена песен и впоследствие колко пъти е пускана. От това устройство се ражда неологизмът gettonare (от итал. пускам песен по джукбокса), тъй като песента започва с вкарване на специален жетон в джукбокса; в края на лятото победителят е обявява от сумата от всички „жетони“.
Фестивалбар има само една финална церемония по награждаването през септември, която от 1966 до 1982 г. е истинска телевизионна вечер, излъчвана по мрежите на Rai. Предвид нарастващия отзвук през 1975 г. вечерта се мести от Азиаго, където се състои до 1974 г. с изключение на изданията от 1965 г. (в Милано), и 1966 и 1967 г. (в Саличе Терме (Годиаско Саличе Терме)), в Арена ди Верона, която по този начин става негово „историческо“ място .

### Пълен успех по комерсиалната телевизия
През 1983 г., с преминаването към мрежите на Fininvest (първо по Canale 5, а след това, от 1989 г. –  по Italia 1), събитието променя регламента и формàта си: то започва да клони повече към логиката на телевизионната публика и се превръща в пътуващо шоу, снимано ежеседмично на различна италиански площади. Някои места (като Арена „Алпе Адриа“ в Линяно Сабиадоро) стават „исторически“ домакини на фестивала в продължение на много последователни години, а през 1997 г. са заснети два епизода в Арената в Пула, Хърватия. Механизмът на гласуване също се променя: „жетоните“ играят все по-незначителна роля предвид постепенното изчезване на джукбоксовете от кафенетата на италианските ваканционни курорти. Победителят се определя въз основа на броя на получените радио- и телевизионни излъчвания и резултатите от продажбите.
Изданието от 1986 г. бележи новост в рамките на обичайния ритуал, а именно раждането на Фестивалбар 33' или награждаването на най-добрите 33 оборота (по-късно албуми) на лятото.
Фестивалбар също носи късмет на много от своите водещи: през 1980-те напр. той отбелязва дебюта в праймтайма на доста младата Лича Колò. Освен това през 1990-те г. той представлява важен трамплин за Амадеус и Фиорело (които по този повод формират солидно и плодотворно творческо партньорство с Алесия Маркуци), първоначално диджеи и водещи на музикални програми, но впоследствие „посветени“ като шоумени.
Именно през 1990-те години Фестивалбар прави някои корекции на курса: традиционно започва в края на май с откриваща гала, записана в една вечер, но излъчвана на две части, за да продължи през юни и юли с две-три срещи от различните италиански площади, излъчвани след няколко дена до една седмица и разделени, за да се разпределят изпълненията в няколко епизода, винаги на плейбек. След пауза през август през септември се излъчва финалната гала, винаги на запис, понякога в две части, но във всеки случай винаги провеждана наведнъж.
Също така важен е краткият спин-оф, наречен Anteprima Festivalbar (Предварителен поглед към Фестивалбар), излъчван от изданието от 1987 г.: монтаж, излъчван като ежедневна лента по различно време или един път седмично, често късно вечер или късно сутрин, на различни задкулисни кадри или репетиции, интервюта с изпълнителите и информация за мястото домакин. Тази последна информация след това се използва в традиционната пощенска картичка, която е нещо като миниспот с гласа на Виторио Салвети, който представя мястото, което е домакин на сцената, излъчвано по време на действителния епизод.
През последните години Фестивалбар често дели сцената с италианските селекции на европейския конкурс за красота The Look of the Year, който има за цел да избере мис, която да представлява Италия на финала в края на лятото с момичета от всички европейски страни. На всеки етап са представяни няколко състезателки, но само една „преминава етапа“ (често използваният метод е простото ръкопляскане на публиката на площада, призвана да изрази високо задоволството си от това или онова момиче), и се стига до обявяването на победителката, което обикновено става в последната вечер на събитието. По време на една от тези селекции е предложена Елеонор Казаленьо, който етап след етап получава достъп до европейския финал. От същия период се ражда и полемика, която кара Министерството на културното наследство на Италия да откаже разрешението си финалната гала вечер да се проведе на историческото място на Арена ди Верона. То отказва достъпа, официално апелирайки към регулаторна забрана, но всъщност се опасява от увреждането на важната структура предвид огромният приток на разнородна публика, която събитието привлича. По време на този период на отдалечаване финалната вечер също придобива пътуващ характер: тя се провежда всяка година на различен площад, но винаги в исторически и архитектурно престижни пространства като Пиаца дели Скаки в Маростика, Пиаца дел Пополо в Асколи Пичено и Пиаца дел Плебишито в Неапол.
Виторио Салвети – създател и в продължение на много години единственият водещ на Фестивалбар, умира през 1998 г. През същата година финалът се завръща на Арена ди Верона, както той силно иска по време на последното издание от 1998 г., на което е организатор. През 1999 г. синът му Андреа,  вече съ-водещ на изданията от 1987 и 1988 г., поема продукцията на фестивала.

### Криза и край
От 2002 г. започват да се появяват първите признаци на криза: издание след издание броят на участващите международни изпълнители започва да намалява, за първи път плейбекът е оставен настрана и много певци започват да пеят на живо. Независимо от това, в продължение на няколко години програмата все още изглежда да печели благоразположението на публиката с добри резултати по отношение на гледяемостта, макар че изданието от 2006 г. дава много разочароващи резултати.
Поради огромните разходи за присъствието на големите имена на италианската песен на сцената и преди всичко на международните звезди, които стават невъзможни за покриване, и към това голямата трудност при намирането на важни спонсори, които винаги са били истинският двигател на събитието, изданието от 2007 г. свежда броя на етапите само до три града: Милано за гала-откриването, Катания и както обикновено - Верона за финала. Следователно продукцията се опитва да поднови събитието, като включва интернет сред средствата за измерване на общественото удовлетворение: отваря страница в MySpace, където потребителите могат да говорят директно с персонала и с изпълнителите, и да гледат изключително аудио и видео съдържание (интервюта и кадри зад кулисите), и се учредява наградата Digital за най-избрано и теглено парче от хората по Интернет, спечелена от Токио Хотел с песента Monsoon. Въпреки тези опити за подновяване на шоуто, което го прави по-привлекателно за младата публика, това издание така или иначе се оказва провал и остава последното на фестивала.
Изданието от 2008 г., първоначално обявено с водещи Тео Мамукари и Лучила Агости, не се състои поради липса на средства. Въпреки отсъствието му от площадите и телевизионните екрани, то все пак е издадено за последен път 30 години по-късно в традиционната компилация, която събира всички хитове на лятото.

## Издания
В следващата таблица са изброени отделните издания, с посочване на водачите и победителите по категории:
| Година | Водещи                                                                       | Песен победителка                                                            | Зелен диск                                                                           | Награда за албум                              | Радио награда                                    | Италианско откритие                   | Водещи на Anteprima Festivalbar                      |
| ------ | ---------------------------------------------------------------------------- | ---------------------------------------------------------------------------- | ------------------------------------------------------------------------------------ | --------------------------------------------- | ------------------------------------------------ | ------------------------------------- | ---------------------------------------------------- |
| 1964   | Виторио Салвети                                                              | Боби Соло - Credi a me                                                       | не е връчен                                                                          | Не е връчен                                   | Не е връчена                                     | Не е връчено                          | няма                                                 |
| 1965   | Виторио Салвети                                                              | Петула Кларк - Ciao ciao                                                     | не е връчен                                                                          | Не е връчен                                   | Не е връчена                                     | Не е връчено                          | няма                                                 |
| 1966   | Виторио Салвети                                                              | Катерина Казели - Perdono                                                    | не е връчен                                                                          | Не е връчен                                   | Не е връчена                                     | Не е връчено                          | няма                                                 |
| 1967   | Виторио Салвети                                                              | Роки Робъртс - Stasera mi butto                                              | Ал Бано - Nel sole                                                                   | Не е връчен                                   | Не е връчена                                     | Не е връчено                          | няма                                                 |
| 1968   | Виторио Славети и Розана Ваудети                                             | Салваторе Адамо - Affida una lacrima al vento                                | Серджо Леонарди - Non ti scordar di me                                               | Не е връчен                                   | Не е връчена                                     | Не е връчено                          | няма                                                 |
| 1969   | Виторио Славети                                                              | Лучо Батисти - Acqua azzurra, acqua chiara                                   | Ромина Пауър - Acqua di mare                                                         | Не е връчен                                   | Не е връчена                                     | Не е връчено                          | няма                                                 |
| 1970   | Виторио Салвети и Розана Ваудети                                             | Лучо Батисти - Fiori rosa fiori di pesco                                     | Кристиан - Firmamento                                                                | Не е връчен                                   | Не е връчена                                     | Не е връчено                          | няма                                                 |
| 1971   | Виторио Салвети                                                              | Демис Русос - We Shall Dance                                                 | не е връчен                                                                          | Не е връчен                                   | Не е връчена                                     | Не е връчено                          | няма                                                 |
| 1972   | Виторио Салвети                                                              | Миа Мартини - Piccolo uomo                                                   | не е връчен                                                                          | Не е връчен                                   | Не е връчена                                     | Не е връчено                          | няма                                                 |
| 1973   | Виторио Салвети                                                              | Миа Мартини - Minuetto Марчела Бела - Io domani                              | Чиро Дамико - Un uomo nella vita Ла Бионда - Chi?                                    | Не е връчен                                   | Не е връчена                                     | Не е връчено                          | няма                                                 |
| 1974   | Виторио Салвети                                                              | Клаудио Балиони - E tu...                                                    | не е връчен                                                                          | Не е връчен                                   | Не е връчена                                     | Не е връчено                          | няма                                                 |
| 1975   | Виторио Салвети                                                              | Друпи - Due Глория Гейнър - Reach Out (I'll Be There)                        | не е връчен                                                                          | Не е връчен                                   | Не е връчена                                     | Не е връчено                          | няма                                                 |
| 1976   | Виторио Салвети                                                              | Джани Бела - Non si può morire dentro                                        | Рикардо Фоли - Mondo                                                                 | Не е връчен                                   | Не е връчена                                     | Не е връчено                          | няма                                                 |
| 1977   | Виторио Салвети                                                              | Умберто Тоци - Ti amo                                                        | Ли Опера - Stelle su di noi Тумстоунс - Maledentro Ел Пасадор - Amada mia, amore mio | Не е връчен                                   | Не е връчена                                     | Не е връчено                          | няма                                                 |
| 1978   | Виторио Салвети                                                              | Алуни дел Соле - Liù Кейт Буш - Wuthering Heights                            | Пино Даниеле - Ca' Calore Валтер Фоини - Una donna, una storia                       | Не е връчен                                   | Не е връчена                                     | Не е връчено                          | няма                                                 |
| 1979   | Виторио Салвети                                                              | Алан Соренти - Tu sei l'unica donna per me                                   | Еуро Кристиани - L'amore è quando non c'è più                                        | Не е връчен                                   | Не е връчена                                     | Не е връчено                          | няма                                                 |
| 1980   | Виторио Салвети                                                              | Мигел Бозè - Olympic Games                                                   | Алекс Дамиани - Cambierò, cambierai                                                  | Не е връчен                                   | Не е връчена                                     | Не е връчено                          | няма                                                 |
| 1981   | Виторио Салвети                                                              | Донатела Реторе - Donatella                                                  | Академия - Il cavaliere del vento                                                    | Не е връчен                                   | Не е връчена                                     | Не е връчено                          | няма                                                 |
| 1982   | Виторио Салвети                                                              | Лоредана Берте - Non sono una signora Мигел Бозе - Bravi ragazzi Рон - Anima | Джуни Русо - Un'estate al mare                                                       | Не е връчен                                   | Не е връчена                                     | Не е връчено                          | няма                                                 |
| 1983   | Клаудио Чекето, Марина Перци и Елеонора Брилядори                            | Васко Роси - Bollicine                                                       | Шалпи - Rocking Rolling                                                              | Не е връчен                                   | Не е връчена                                     | Не е връчено                          | няма                                                 |
| 1984   | Клаудио Чекето и Рамона Дел'Абате                                            | Джана Нанини - Fotoromanza                                                   | Шампане Молотов - C'è la neve Лука Карбони - Ci stiamo sbagliando Раф - Self Control | Не е връчен                                   | Не е връчена                                     | Не е връчено                          | няма                                                 |
| 1985   | Виторио Славети, Габриела Карлучи, Лича Колò и Сузана Месаджо                | Ригейра - L'estate sta finendo                                               | Балтимора - Tarzan Boy                                                               | Не е връчен                                   | Не е връчена                                     | Не е връчено                          | няма                                                 |
| 1986   | Клаудио Чекето, Сузана Месаджо и Джери Скоти                                 | Трейси Спенсър - Run to Me                                                   | Ивана Спаня - Easy Lady Скироне - Onde                                               | Ерос Рамацоти - Nuovi eroi                    | Не е връчена                                     | Не е връчено                          | няма                                                 |
| 1987   | Клаудио Чекето, Сузана Месаджо и Андреа Салвети                              | Ивана Спаня - Dance Dance Dance                                              | Кики Гайда - Isole Vergini                                                           | Дзукеро - Blue's                              | Не е връчена                                     | Не е връчено                          | Клаудио Чекето, Сузана Месаджо и Андреа Салвети      |
| 1988   | Джери Скоти и Андреа Салвети                                                 | Шалпи и Скарлет - Pregherei                                                  | Чао Фелини - La mia banda suona il rock                                              | Тулио Де Пископо - Bello carico               | Не е връчена                                     | Не е връчено                          | Джери Скоти и Андреа Салвети                         |
| 1989   | Джери Скоти и Сузана Месаджо                                                 | Раф - Ti pretendo                                                            | Ладри ди Бичиклете - Dr. Jazz & Mr. Funk                                             | Едоардо Бенато - Abbi dubbi                   | Не е връчена                                     | Не е връчено                          | Джери Скоти и Сузана Месаджо                         |
| 1990   | Джери Скоти и Сузана Месаджо                                                 | Франческо Бачини и Ладри ди Бичиклете - Sotto questo sole                    | Лигабуе - Balliamo sul mondo                                                         | Ерос Рамацоти - In ogni senso                 | Не е връчена                                     | Не е връчено                          | Джорджо Медаил и Микела Витория Брамбила             |
| 1991   | Джери Скоти, Сузана Месаджо и Серджо Вастано                                 | Джино Паоли - Quattro amici                                                  | Розалинда Челентано - Quanti treni                                                   | Марко Мазини - Malinconoia                    | Не е връчена                                     | Не е връчено                          | Линус и Федерика Паникучи                            |
| 1992   | Джери Скоти и Линда Лоренци                                                  | Лука Карбони - Mare mare                                                     | не е връчен                                                                          | Роберто Векиони - Camper                      | Не е връчена                                     | Не е връчено                          | Ники Джустини, Матилде Дзарконе и Бенедета Мацини    |
| 1993   | Клаудио Чекето, Амадеус, Федерика Паникучи и Фиорело                         | Раф - Il battito animale                                                     | не е връчен                                                                          | 883 - Nord sud ovest est                      | Не е връчена                                     | Не е връчено                          | Клаудио Чекето, Амадеус, Федерика Паникучи и Фиорело |
| 1994   | Амадеус и Федерика Паникучи                                                  | Умберто Тоци - Io muoio di te                                                | не е връчен                                                                          | Мигел Бозè - Sotto il segno di Caino          | Не е връчена                                     | Не е връчено                          | Амадеус и Федерика Паникучи                          |
| 1995   | Амадеус, Федерика Паникучи и Лаура Фреди                                     | 883 - Tieni il tempo                                                         | не е връчен                                                                          | Дзукеро - Spirito DiVino                      | Не е връчена                                     | Не е връчено                          | Амадеус, Федерика Паникучи и Лаура Фреди             |
| 1996   | Амадеус, Алесия Маркуци и Корона                                             | Ерос Рамацоти - Più bella cosa                                               | не е връчен                                                                          | Ерос Рамацоти - Dove c'è musica               | Не е връчена                                     | Артиколо 31 - Tranqi Funky            | Амадеус, Алесия Маркуци и Корона                     |
| 1997   | Амадеус, Алесия Маркуци, Симона Вентура, Наталия Естрада и Елеонор Казаленьо | Пино Даниеле - Che male c'è                                                  | не е връчен                                                                          | Пино Даниеле - Dimmi cosa succede sulla terra | Не е връчена                                     | Паола и Киара - Bella                 | Елеонор Казаленьо                                    |
| 1998   | Фиорело и Алесия Маркуци                                                     | Васко Роси - Io no                                                           | не е връчен                                                                          | Васко Роси - Canzoni per me                   | Не е връчена                                     | Сототоно - Dimmi di sbagliato che c'è | Фиорело и Алесия Маркуци                             |
| 1999   | Фиорело и Алесия Маркуци                                                     | Джованоти - Un raggio di sole                                                | не е връчен                                                                          | Джованоти - Lorenzo 1999 - Capo Horn          | Не е връчена                                     | Алекс Брити - Mi piaci                | Фиорело и Алесия Маркуци                             |
| 2000   | Фиорело и Алесия Маркуци                                                     | Лунапоп - Qualcosa di grande                                                 | не е връчен                                                                          | Лигабуе - Miss Mondo                          | Паола и Киара - Vamos a bailar (Esta vida nueva) | не е връчен                           | Фиорело и Алесия Маркуци                             |
| 2001   | Алесия Маркуци, Даниеле Босари и Наташа Стефаненко                           | Васко Роси - Ti prendo e ti porto via                                        | не е връчен                                                                          | Васко Роси - Stupido Hotel                    | Раф - Infinito                                   | Валерия Роси - Tre parole             | Алесия Маркуци, Даниеле Босари и Наташа Стефаненко   |
| 2002   | Алесия Маркуци, Даниеле Босари и Мишел Хунцикер                              | Лигабуе - Tutti vogliono viaggiare in prima                                  | не е връчен                                                                          | Дзукеро - Shake                               | не е връчен                                      | Тициано Феро - Rosso relativo         | Марко Макарини                                       |
| 2003   | Марко Макарини и Мишел Хунцикер                                              | Ерос Рамацоти - Un'emozione per sempre                                       | не е връчен                                                                          | Ерос Рамацоти - 9                             | Нефа - Prima di andare via                       | Ле Вибрациони - In una notte d'estate | Филипо Нарди                                         |
| 2004   | Марко Макарини и Ирене Гранди                                                | Дзукеро - Il grande Baboomba                                                 | не е връчен                                                                          | Биаджо Антоначи - Convivendo - Parte I        | не е връчен                                      | Лука Диризио - Calma e sangue freddo  | Филипо Нарди                                         |
| 2005   | Фабио Де Луиджи и Ванеса Инконтрада                                          | Нек - Lascia che io sia                                                      | не е връчен                                                                          | Макс Пецали - TuttoMax                        | не е връчен                                      | Неграмаро - Estate                    | Джесика Полски                                       |
| 2006   | Маго Форест, Кристина Киабото и Илари Блази                                  | Лигабуе - Happy Hour                                                         | не е връчен                                                                          | Джана Нанини - Grazie                         | не е връчен                                      | Дзеро Асолуто - Sei parte di me       | Масимилиано Варезе                                   |
| 2007   | Енрико Силвестрин, Джулио Голия и Елизабета Каналис                          | Неграмаро - Parlami d'amore                                                  | не е връчен                                                                          | Биаджо Антоначи - Vicky Love                  | Ирене Гранди - Bruci la città                    | не е връчен                           | Филипо Нарди                                         |